# 秋田貨物駅
秋田貨物駅（あきたかもつえき）は、秋田県秋田市泉菅野にある、日本貨物鉄道（JR貨物）の貨物駅。奥羽本線所属で、秋田県最大の貨物駅である。

## 歴史

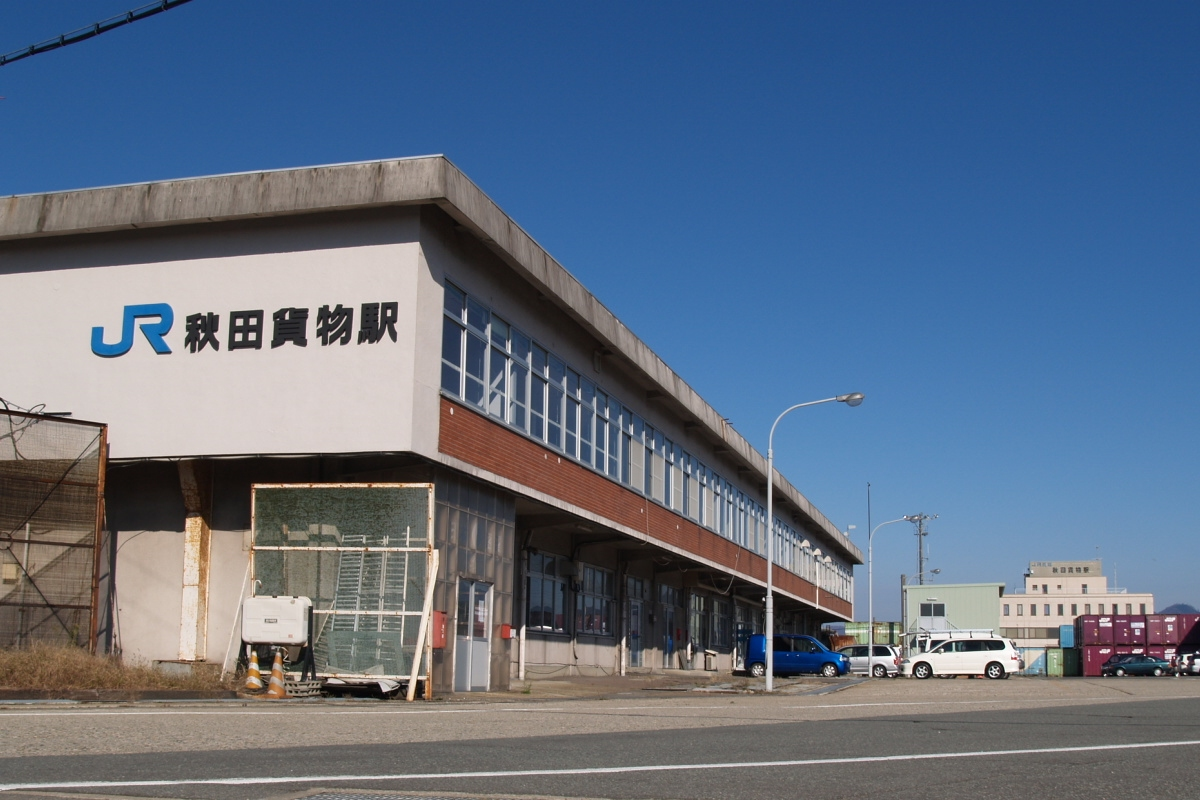
旧事務所があった当時（2008年）

- 1944年（昭和19年）3月31日：八幡田信号場（はちまんでんしんごうじょう）として開設[1]。
- 1960年（昭和35年）8月1日：秋田操車場開設（操車場に昇格）[1]。駅中心が100 mほど土崎駅寄りに移転[1]。
- 1964年（昭和39年）10月1日：車扱貨物の取扱いを開始して貨物駅に昇格、秋田操駅（あきたそうえき）となる[1]。
- 1965年（昭和40年）10月1日：コンテナ貨物の取扱いを開始[1]。
- 1974年（昭和49年）10月1日：小荷物の取扱いを開始[1]。
- 1978年（昭和53年）9月26日：小荷物の取扱を廃止[1]。
- 1984年（昭和59年）2月1日：組成駅（本社指定組成駅）の指定を解除、新たに輸送基地に指定される。
- 1986年（昭和61年）11月1日：輸送基地の指定を解除。これにより、貨車操車場としての機能を廃止。
- 1987年（昭和62年）4月1日：国鉄分割民営化により、JR貨物の駅となる[1]。
- 1990年（平成2年）3月10日：秋田貨物駅に改称[2]。
- 1993年（平成5年）6月21日：現在地に移転、開業式挙行[3]。着発線荷役方式（E&S方式）を導入[4]。移転前の駅住所は秋田市外旭川水口170。
- 1994年（平成6年）12月：秋田貨物駅と秋田機関区（乗務員基地・貨車検修基地）等を統合し、秋田総合鉄道部を設置[5]。
- 1995年（平成7年）1月19日：阪神・淡路大震災で休止していた関西方面の貨物列車が、2日ぶりに運行を再開[6]。
- 2022年（令和4年）
  - 8月3日：大雨による災害の影響により、奥羽本線東能代駅 - 大館駅間が不通になる。
  - 8月5日：秋田貨物駅-大館駅間と仙台貨物ターミナル駅-秋田貨物駅間のトラック代行輸送を開始[7]。
  - 8月23日：秋田港 - 石狩湾新港間の船舶代行輸送を開始[8]。
  - 9月15日：この日をもって船舶代行輸送を終了[9]。
  - 9月21日：秋田貨物駅-東青森駅間でのトラック代行輸送を開始[9]。
  - 10月6日：この日をもって秋田貨物駅 - 大館駅間・東青森駅間・仙台貨物ターミナル駅間のトラック代行輸送を終了[10]。
  - 10月7日：秋田貨物駅 - 大館駅間の運転を再開[7]。
- 2023年（令和5年）
  - 3月：DOWAエコシステムの貨物コンテナを使用して、日本製紙秋田工場が生産した段ボール原紙を、当駅から越谷貨物ターミナル駅まで結ぶコンテナラウンド輸送を開始[11]。
  - 9月13日：鉄道貨物協会東北支部と仙台地方通運業連盟の共催により、当駅にて鉄道コンテナ見学会を開催[12]。県内の運送業者など9社から18人が参加[12]。
  - 11月5日：当駅を経由する米専用貨物列車「全農号」が運行を開始[13]。
- 2024年（令和6年）
  - 4月1日：構内にコンテナと一般トラックの積替ステーションを開設[14]。
  - 4月：クリアーウォーター津南（新潟県中魚沼郡津南町）で製造した「ファミマル 新潟県津南の天然水（370ml、600ml）」の秋田県向け出荷を、トラック輸送から南長岡駅発当駅着の貨物鉄道輸送に切り替え[15]。

## 駅構造
地上駅。南東から北西へ通り抜ける奥羽本線の南側に施設が置かれている。構内は1.5キロメートルほどの長さをもつ。
屋根のないコンテナホームが2面、屋根付きの貨物ホームが1面設置され、荷役線は合計4線敷設されている。コンテナホーム1面は着発線荷役方式（E&S方式）を導入しており、北東側および南西側に隣接して400メートルほどの長さをもつ着発線兼荷役線（北東側が着発4番線、南西側が着発5番線）が引かれている。着発4番線と本線の間、すなわち着発4番線の北東側には着発線が3線（着発3番線 - 着発1番線）存在する。
E&S 対応の南側には側線があり、その南側に屋根付きの貨物ホームが置かれている。ホーム北側に接する荷役線の長さは128メートル。この屋根付ホームの南東に隣接して1面のコンテナホームが設置されており、長さが200メートルの荷役線がホーム北側に接している。構内の土崎駅寄り（北西側）には仕分線が並ぶ。E&S に対応していないコンテナホームと屋根付きの貨物ホームに接する2本の荷役線は、この仕分線群から分岐する。
駅舎（総合事務所）は、コンテナホームの東端近くで、2面のコンテナホームに挟まれた場所にあり、秋田総合鉄道部の事務室・乗務員基地及び秋田営業所等が入居する。隣接する場所に貨車の検修庫・検修線が設置されている。旧事務所は駅舎南側の駅出入口近くに所在し、秋田保全区や日本通運の事務所なども入居していた。
2024年3月のダイヤ改正まで、本線・着発線や一部の側線を除き、多くの線路は電化されておらず、入換作業にはディーゼル機関車が使用されてきたが、このダイヤ改正までに構内の電化が行われ、以後は入換作業は電気機関車で行われるようになり、ディーゼル機関車の常駐は廃止された。それまでは、仙台総合鉄道部に所属するDE10形機関車が常駐していた。常駐する機関車は入換作業のほか、2021年（令和3年）3月の秋田臨海鉄道廃止までは当駅 - 秋田港駅間における貨物列車の牽引も行っていた。同鉄道廃止後は構内入換のみとなり、常駐機は入換動車仕様機となっていた。
かつては駅の秋田駅寄りに車両基地・乗務員基地として秋田機関区があった。国鉄分割民営化に伴い、現業機関は旅客・貨物の業務別に分離することとなり、1987年3月1日付で、秋田機関区は機関車車両基地部門・旅客関係乗務員部門を分離の上、秋田貨車区を統合し、同年4月1日付で日本貨物鉄道（JR貨物）の所属となった。1994年（平成6年）12月には、秋田機関区と秋田貨物駅等の機能を統合し、秋田総合鉄道部が設置された。機関車車両基地の部門は、1987年3月1日付で秋田運転所秋田支所となり、4月1日付で東日本旅客鉄道（JR東日本）東北地域本社秋田支店（現・秋田支社）の所属となった。1991年5月1日に同支所は南秋田運転所に統合されたが、機関車の配置区として名称だけが残り、1993年12月1日に機関車配置も同運転所に統合された後も、敷地には機関庫および事務所が残っていたが、後にそれらは撤去された。その後、JR秋田泉太陽電池発電所が運用され、土崎側は泉外旭川駅として変わっている。なお、このエリアの東端には変電設備と、本線から独立し架線が張られた訓練用の線路、JRバス東北仙台支店秋田乗務員宿泊所が、いずれも1993年に移設された下り本線の旧線跡に建っている。

## 取扱う貨物の種類
当駅は、コンテナ貨物と臨時車扱貨物の取扱駅である。
コンテナ貨物は、JR規格の12 ft・20 ft・30 ftコンテナと、ISO規格の20 ft海上コンテナ（総重量は24トンまで）を取り扱っている。主な取扱品は、発送貨物では米や建築材料、ビール瓶、金属など。秋田臨海鉄道の廃止後は、日本製紙秋田工場の紙の出荷も当駅に移行した（工場内でコンテナに積載し当駅へトラック移送）。到着品目では、仙台西港駅や郡山貨物ターミナル駅等からのビール類が多い。ISO規格のタンクコンテナも到着している。
なお、産業廃棄物・特別管理産業廃棄物の取扱許可を得ており、これらが入ったコンテナの取扱いも可能である。

## 貨物列車・トラック便
（2023年3月改正ダイヤ）
高速貨物列車
日本海縦貫線の列車が1日上下各5本停車する（運転停車を除く）。そのうち上り列車1本が当駅終着、下り列車1本が当駅始発となっている。列車の行き先は下りが大館駅（1本）・東青森駅（1本）・札幌貨物ターミナル駅（2本）・仙台貨物ターミナル駅（1本）、上りが隅田川駅（1本）・百済貨物ターミナル駅（1本）・吹田貨物ターミナル駅（1本）・名古屋貨物ターミナル駅（1本）である。
専用貨物列車
臨時列車が数本設定されているのみである。2007年3月18日のダイヤ改正まで、濃硫酸などの化学薬品を輸送する貨物列車（JR東日本秋田車両センター（現・秋田総合車両センター南秋田センター）所属のED75形機関車が牽引）が酒田駅との間に毎週金曜日に1往復運転されていた。甲種輸送列車が時折運転されるが、当駅で長時間停車することが多い。なお、JR東日本秋田支社向け車両を輸送する場合は秋田駅までであり、当駅までは乗り入れない。
トラック便
横手新営業所との間で1日2往復運行されている。

## 駅周辺
- 泉ハイタウン - 当駅の規模縮小により生じた遊休地に開発された住宅街区[注釈 5]。
  - タカヤナギ・グランマート泉店（スーパーマーケット）
  - 秋田菅野郵便局
- 国土交通省東北運輸局秋田運輸支局
- 東北電力秋田資材センター
- NTT東日本秋田支店泉ビル
- NXキャッシュ・ロジスティクス東北支店秋田センター
- 東北ミサワホーム秋田支店（旧ミサワホーム北日本・本社）
- ベルコシティホール秋田（葬儀場）
- 秋田市立泉中学校
- 秋田県道126号秋田操車場線[注釈 6]
- 秋田中央交通「秋田貨物駅入口」停留所

## 隣の駅
東日本旅客鉄道（JR東日本）
奥羽本線
泉外旭川駅 -  秋田貨物駅 - 土崎駅